# Journey to the Savage Planet
Journey to the Savage Planet (с англ. — «Путешествие на дикую планету») — приключенческая компьютерная игра, разработанная студией Typhoon Studios и изданная компанией 505 Games. Игра вышла 29 января 2020 года на Microsoft Windows, PlayStation 4 и Xbox One, а 21 мая 2020 года вышел порт игры на Nintendo Switch.

## Игровой процесс
Journey to the Savage Planet является приключенческой игрой от первого лица. Игрок исследует планету AR-Y26, населённую различными формами инопланетной жизни. Основная задача игрока — каталогизировать инопланетную флору и фауну, а также собирать ресурсы, необходимые для создания новых предметов и улучшений, таких как реактивный ранец и абордажная кошка, позволяющих игроку посещать локации, ранее бывшие недоступными. Игрок будет встречать различные агрессивные формы жизни, которые могут быть уничтожены с помощью оружия, вроде лазеров, и метательных предметов, вроде кислотных гранат. Игра поддерживает кооперативный режим для двух человек.

## Сюжет
Игрок является наёмным сотрудником Kindred Aerospace, «четвёртой лучшей межзвёздной исследовательской компанией», задача которого — исследовать неизвестную планету AR-Y26 для определения возможности дальнейшей колонизации людьми и обнаружения секретов планеты.

## Разработка и выпуск
Разработкой Journey to the Savage Planet руководил Алекс Хатчинсон, ранее возглавлявший разработку Assassin’s Creed III и Far Cry 4; игра стала дебютным проектом его студии Typhoon Studios. Разработка игры началась в конце 2017 года; над игрой работала команда из 20—30 человек. Команда хотела создать продукт, опыт игры в который был бы очень сфокусированным, а потому они не вводили в игру многие функции, обычно включаемые в AAA-проекты в качестве побочных активностей. Также в игру были включены элементы метроидваний: в игре есть множество скрытого контента, поощряющего исследование мира игры. Journey to the Savage Planet разрабатывалась более короткой и простой относительно большинства современных игр, чтобы игрокам она «не казалась возложившейся на них ответственностью». Говоря о настроении игры, Хатчинсон назвал её «серьёзной комедией», которая «в основном использует фантастическую часть научно-фантастического жанра». Разработчики не только пытались добавить юмор в диалоги, но и создать такую систему геймплейных механик, в которой игроки создавали бы весёлые моменты самостоятельно — как целенаправленно, так и случайно. Среди игр, вдохновлявших их, разработчики называли Metroid Prime, Far Cry и Subnautica; яркий визуальный стиль был позаимствован из таких фильмов, как «Люди в чёрном» и «Охотники за привидениями»; а общий оптимизм перешёл из работ золотого века научной фантастики. Также в игру были включены элементы Pioneer — отменённой игры, над которой Хатчинсон работал, пока был сотрудником Ubisoft.
Хатчинсон анонсировал свою игру во время The Game Awards 2018. Издателем игры выступила компания 505 Games. Игра была выпущена на платформах PlayStation 4, Xbox One и Microsoft Windows (через Epic Games Store) 28 января 2020 года. 21 мая 2020 года вышел порт игры для гибридной консоли Nintendo Switch, а 28 января 2021 года игра была выпущена в Steam. Поскольку в игре было сравнительно мало контента, Хатчинсон решил выпустить игру по бюджетной цене в 30 долларов, что, как он надеялся, должно было также помочь новым игрокам решиться «рискнуть купить продукт новой франшизы».

## Критика
| Сводный рейтинг    | Сводный рейтинг                                    |
| Агрегатор          | Оценка                                             |
| ------------------ | -------------------------------------------------- |
| Metacritic         | PC: 76/100 PS4: 74/100 XONE: 76/100 Switch: 78/100 |
| Иноязычные издания |                                                    |
| Издание            | Оценка                                             |
| Destructoid        | 8,5/10                                             |
| GameSpot           | 7/10                                               |
| GamesRadar+        | [ 20 ]                                             |
| IGN                | 6/10                                               |
| Nintendo Life      | 8/10                                               |
| PC Gamer (UK)      | 84/100                                             |
| The Guardian       | [ 24 ]                                             |

Версия игры для Windows и Xbox One получила в основном положительные оценки критиков; средний балл игры на агрегаторе рецензий Metacritic составляет 76 из 100 на основе 26 и 21 рецензий соответственно. Версия игры на PlayStation 4 получила смешанные оценки критиков, средний балл составил 74 балла из 100 на основе 57 рецензий. Порт игры на Nintendo Switch также получил в основном положительные оценки со средним баллом 78 из 100 на основе 5 рецензий.